# Wojciech Maksymowicz
Wojciech Stefan Maksymowicz (ur. 24 maja 1955 we Włocławku) – polski neurochirurg, profesor nauk medycznych, w latach 1997–1999 minister zdrowia i opieki społecznej w rządzie Jerzego Buzka, wiceminister nauki i szkolnictwa wyższego w randze podsekretarza stanu (2019) i następnie sekretarza stanu (2019–2020), poseł na Sejm IX kadencji.

## Życiorys
Syn Stefana Maksymowicza, żołnierza AK, i Alicji Maksymowicz, która m.in. pełniła funkcję dziekana Wydziału Pedagogicznego Wyższej Szkoły Pedagogicznej w Olsztynie. Absolwent I Liceum Ogólnokształcącego im. Adama Mickiewicza w Olsztynie. W 1980 ukończył studia na Akademii Medycznej w Warszawie. Na tej samej uczelni obronił doktorat (1989) oraz habilitację (1994) z zakresu nauk medycznych. W 2006 otrzymał tytuł naukowy profesora.
Działał w lekarskiej „Solidarności”. Pracował na macierzystej uczelni, w pierwszej połowie lat 90. podjął pracę w szpitalu w Olsztynie. Był też zatrudniony w Centrum Naukowym Medycyny Kolejowej. Pełnił funkcję redaktora naczelnego „Gazety Lekarskiej”. Zasiadał w prezydium Naczelnej Rady Lekarskiej.
Od 31 października 1997 do 26 marca 1999 sprawował urząd ministra zdrowia i opieki społecznej w rządzie Jerzego Buzka. W 2004 przystąpił do Partii Centrum, a w 2006 wstąpił do Platformy Obywatelskiej.
Do 2007 pracował w Centralnym Szpitalu Klinicznym Ministerstwa Spraw Wewnętrznych i Administracji w Warszawie. W październiku tegoż roku objął obowiązki dziekana Wydziału Nauk Medycznych Uniwersytetu Warmińsko-Mazurskiego. W marcu 2016 wybrany na prorektora tej uczelni ds. zadań uczelni medycznej. Z funkcji tej zrezygnował w czerwcu 2019 po konflikcie z rektorem uniwersytetu Ryszardem Góreckim.
Jako naukowiec związany ze środowiskiem medycznym UWM, współtworzył Wydział Nauk Medycznych na tej uczelni. W pracy naukowej jego zespół prowadził badania nad zastosowaniem komórek macierzystych w terapii chorób neurodegeneracyjnych, m.in. stwardnienia zanikowego bocznego i stwardnienia rozsianego. W przypadku tej pierwszej choroby sukcesem było uzyskanie poprawy u 7 z 11 pacjentów. Ponadto wraz z profesorem Isao Moritą wszczepił 16 pacjentom w stanie minimalnej świadomości stymulatory, dzięki którym u trójki z nich udało się przywrócić świadomość.
We wrześniu 2013 zrezygnował z członkostwa w PO, podejmując współpracę z Jarosławem Gowinem jako ekspert ds. ochrony zdrowia. Został następnie koordynatorem ruchu „Godzina dla Polski” w województwie warmińsko-mazurskim, przystąpił także do związanej z nim partii Polska Razem, powołanej w grudniu tego samego roku. Przez kilka miesięcy pełnił funkcję jej pełnomocnika na województwo warmińsko-mazurskie. Później opuścił to ugrupowanie, a w wyborach samorządowych poparł kandydaturę Piotra Grzymowicza na prezydenta Olsztyna. W 2015 wystartował do Senatu jako kandydat niezależny z poparciem Polskiego Stronnictwa Ludowego, zajmując 4. (ostatnie) miejsce w okręgu.
W sierpniu 2018 został doradcą Jarosława Gowina, będącego wicepremierem i ministrem nauki i szkolnictwa wyższego. 26 lipca 2019 prezes Rady Ministrów Mateusz Morawiecki powołał go na podsekretarza stanu w Ministerstwie Nauki i Szkolnictwa Wyższego. Uprzednio ogłoszono go liderem olsztyńskiej listy PiS w wyborach do Sejmu (z rekomendacji Porozumienia). W głosowaniu z października 2019 uzyskał mandat posła IX kadencji, otrzymując 31 575 głosów. Jeszcze przed rozpoczęciem kadencji Sejmu objął stanowisko sekretarza stanu w MNiSW. Zrezygnował z niego w listopadzie 2020.
W kwietniu 2021 ujawniono, że przedstawiciele Ministerstwa Zdrowia wszczęli kontrolę na Uniwersytecie Warmińsko-Mazurskim w sprawie eksperymentów medycznych z zakresu neurochirurgii, w których rzekomo miało dochodzić do wykorzystywania płodów ludzkich. Wojciech Maksymowicz zaprzeczył, żeby tego rodzaju eksperymenty miały miejsce na jego uczelni. W połowie kwietnia zapowiedział rezygnację z członkostwa w klubie parlamentarnym PiS, do czego doszło w następnym miesiącu. W maju tego samego roku odszedł także z Porozumienia, dołączając do koła parlamentarnego Polski 2050. Półtora roku później, po publikacjach na temat jego pracy w kierowanej przez niego klinice neurochirurgii Uniwersyteckiego Szpitala Klinicznego w Olsztynie, wystąpił z tego koła i z partii, zostając posłem niezrzeszonym. Nie kandydował w wyborach w 2023.

## Odznaczenia i wyróżnienia
- Krzyż Oficerski Orderu Odrodzenia Polski (2015)[27]
- Krzyż Wolności i Solidarności (2014)[28]
- Złoty Krzyż Zasługi (2009)[29]
- Medal „Milito Pro Christo” (2017)[30]
- Czerwona Kokardka (2000)[31]